# 捐納
捐納（えんのう），または捐輸、捐例、貲選、開納とは、中国の歴代王朝で行われた公的な売官制度である。命令権者などに賄賂を私的に渡して非公式に行われる売官とは違い、天災や戦争、大規模な公共工事などで財政困難をきたした政府が公式な制度として定めている点に特徴がある。

## 明代以前
戦国時代には既に売官制度が存在していたことは、商君書の去強篇に「粟爵粟任則国富」、靳令篇に「民有余糧、使民以粟出官爵。官爵必以其力、則農不怠」という記述があることからも確認できる。

## 明清
正統年間より開始された捐納は明代を通して盛んに行われた。例えば、科挙の受験資格（通常はいくつもの試験が必要）を得るための「監捐」では各府県に設けられた府学・県学等の官立学校の生徒の資格を購うことができた。これを「例監」という。更には「貢捐」では国立大学にあたる国子監の学生身分である貢生の身分も買うことができた。これを「例貢」という。成化年の始定によれば、生員（各府県の学生）は米百石以上で国子監の学生身分を、軍籍にあるものは二百五十石で正九品の名誉官位を得られるが、更に五十石で最高正七品に至ることができた。明代初期に公布された賤商令により、商家出身者は科挙の受験資格を剥奪され、農民に比べても服装や住宅に厳しい制限があり、裕福な商人にとって金銭で官員に準ずる資格を得ることができる捐納は魅力的な制度だった。
清朝もおおむね明朝の捐納制度を踏襲したが、よりポピュラーに利用されるようになった。
- 順治十二年（1655年）、廩生（奨学金を与えられた生員）の捐銀制度を貢捐の規定に準じて行った。
- 康熙十三年（1674年）、三藩の乱による戦費不足のため文官職の捐納が初めて行われる。康熙十六年までに銀二百万両が国庫に納められ、捐納出身の知県が五百人余り誕生した。
- 康熙二十年（1680年）、三藩の乱で荒廃した雲南の修復が完了。捐納が一時停止される。
- 康熙三十一年（1691年）、西安、大同の飢饉により災例捐（災害のための捐納）が行われる。
- 康熙三十七年（1697年）、永定河の工事のため，河工例捐が行われる。
- 康熙五十一年（1712年）、通州倉廠設置のため、開捐。
- 雍正五年（1727年）、直隷の水災のため捐納が行われるが道員、知府、同知、通判、知州、知縣、州同、縣丞の職を与えることは許可されなかった。
- 雍正十二年（1734年）、河南の水災のため開捐。
- 乾隆帝が即位し、命によって捐例が暫時中止されるが後に復活。
- 乾隆七年（1742年）、両江の水災により京官（在京官吏）の、行、評、博以下，外官（地方官吏）の同知、通判以下の官職を対象とした捐納が行われる。
- 乾隆二十六年（1761年）、河南の水災により豫工例が開かれる。
- 乾隆三十九年（1774年）、金川の再征伐により，開川運例が復活。
- 乾隆四十一年（1776年）、戸部の奏請により保挙・考試・試俸が解禁され、捐納の対象になった。
- 乾隆五十八年（1793年）、国庫に十分な余裕があるため、捐納が停止される。
- 嘉慶三年（1798年）、白蓮教徒の乱により荒廃した土地の復興のため開例。この年から進士・挙人・恩、拔、副、優、歲の各貢が初めて捐納の対象になる。
- 嘉慶十八年（1813年）、湖南の水災により開衡工例が開かれる。河南の睢州で黄河が氾濫、豫東例が開かれる。
- 嘉慶二十三年（1818年）、河南の武陟で沁河が溢れ，武陟例が開かれる。
- 道光元年（1821年）、捐例が一時停止される。また監捐、貢捐等の考職を獲得するための例も停止された。
- 道光七年（1827年）、黄河が決壊し再び河南河工例捐が開かれる。
- 咸豊元年（1851年）、捐納が一時停止される。
- 咸豊九年（1859年）、太平天国の乱やアロー戦争の軍費が莫大なものとなり捐納が無数に開かれ、既に与える官職がないのに開かれる有様となった。
- 同治元年（1862年）、乱発された名誉官位や実態の伴わない官職の一部廃止や統廃合がなされるが、後におおむね旧制に戻った。
- 光緒十年（1884年）、海軍建設のための海防捐が開かれる。各省の捐例が統廃合される。台湾の実官（実態の伴う行政官）獲得を目的とした捐納が開かれる。
- 光緒十三年（1887年）、河南の武陟、鄭州の沁、黄河が氾濫。海防捐を一時停止し、開鄭工捐に切り替える。
- 光緒十五年（1889年）、鄭工捐が停止され、海防新捐が開かれる
- 光緒二十六（1900年）・二十七年（1901年）、江寧の会計官や秦・晋地方の実官獲得を目的とした捐納が開催され甚だ賑わった。
- 義和団の乱の後、捐納が即座に停止された。ただし実態を伴わない名誉官職を対象としたものは引き続き行われた。

## 主催者
- 戸部の捐納局が司っていた。1865年からは北京の京銅局、各省の捐局が行う

## 捐納の対象職
- 文職：京師では小京官の郎中まで、地方の省では未入流の道員まで。
- 武職：千總、把總から参将の職まで。
- 制限：吏部、礼部の属官職を捐納の対象とすることは許されなかった。

## 参考資料
- 清武英殿本 唐 杜佑《通典》食貨志第十一
- 清武英殿本 南宋 馬端臨《文献通考》巻三十五．選挙考八
- 《清史稿》志八十七．選舉七．捐納
- 許大齢《清代捐納制度》（許大齢《明清史論集》所収）